# 奥帕蒂什特万福尔沃
奥帕蒂什特万福尔沃，是匈牙利沃什州所辖的一个村，总面积12.86平方公里，总人口359，人口密度27.9人/平方公里（2010年1月1日）。